# Leonard Chess
Leonard Chess (* 12. März 1917 in Motal, Polen als Lejzor Szmuel Czyż; † 16. Oktober 1969 in Chicago) war ein polnisch-US-amerikanischer Unternehmer. Er war Mitbegründer und Eigentümer des Musiklabels Chess Records, das viele bekannte Blues-Musiker unter Vertrag hatte.

## Leben
Die jüdische Familie Józef Czyż' aus Polesien migrierte in die USA.
Lejzor Czyż und sein Bruder Fiszel Czyż zogen mit ihrer Mutter und ihrer Schwester 1928 via New York zum Familienvater nach Chicago. Die Namen Lejzor Czyż und Fiszel Czyż wurden anglisiert in Leonard Chess und Philip Chess. Nachdem er als Schreiner gearbeitet hatte, erwarb Vater Yasef, jetzt Joe, einen Schrottplatz und plante, seine Söhne dort arbeiten zu lassen. Doch Phil ging mit einem Football-Stipendium an die Western Kentucky University, und Leonard erwarb ein Spirituosengeschäft in einem schwarzen Viertel Chicagos in der Nähe ihres jüdischen Viertels. Als Phil nach drei Semestern aus Kentucky zurückkehrte, half er Leonard in dem Geschäft, bis er 1943 eingezogen wurde.
Leonard kaufte ein Restaurant in der South Side von Chicago, während Phil in der Armee war, und baute es in einen Nachtclub, die Macomba Lounge, um. Er wollte einige der dort auftretenden Künstler, hauptsächlich Jazzgruppen, aufnehmen und kaufte 1947 einen Anteil an Aristocrat Records. Sie steuerten das Chicagoer Unternehmen mit Musikern wie Muddy Waters, Sunnyland Slim und Willie Dixon in Richtung Blues. Das Label ließ 1946 3.000 Exemplare von Muddy Waters Debut-Single „I Can't Be Satisfied“ pressen – obwohl Leonard sagte, er verstehe Waters' Musik nicht. Sie waren innerhalb eines Tages ausverkauft. Die Aufnahme gilt heute als ein frühes Meisterwerk des Chicago-Blues.
1950 übernahmen die Brüder das Label ganz und benannten es in Chess Records um. Titel wie My Foolish Heart (Gene Ammons), Rollin’ Stone (Muddy Waters) und That's All Right (Jimmy Rogers) waren Belege für die neue Ausrichtung des Unternehmens. Der vielleicht einflussreichste Künstler, den Chess Records anfangs unter Vertrag hatte, war Little Walter, dessen ausgeprägtes Mundharmonika-Spiel den Blues revolutionierte.
Chess nahm Kontakt mit Sam Phillips von Sun Records auf, um neue Künstler aufzuspüren. Philips rekrutierte Howlin’ Wolf, Bobby Bland, Rufus Thomas und Dr. Isaiah Ross. Es folgten Bo Diddley und Sonny Boy Williamson II. In den 1950er Jahren wuchs der Erfolg des Unternehmens mit Interpreten und Bands wie The Moonglows, The Flamingos, Chuck Berry, Etta James, Fontella Bass, Koko Taylor, Little Milton, Laura Lee und Tommy Tucker.
The Rolling Stones, deren Bandname durch das bei Chess Records erschienene Lied Rollin’ Stone von Muddy Waters inspiriert war,  nahmen im Juni 1964 in Chicago im Chess-Studio auf und versuchten, den Sound ihrer Blues-Helden einzufangen. Hier lernten sie auch ihr Idol Muddy Waters kennen, während er die Studiodecke strich. Das Studio trug zur Hälfte der Titel auf der LP 12X5, bei. Einer dieser Songs trug sogar den Titel 2120 South Michigan Avenue, die Adresse des Studios. Im Laufe der Jahre 1964–1965 nahmen die Rolling Stones etwa zwanzig weitere Songs bei Chess Records auf. Bei dieser Gelegenheit lernte Leonards Sohn, Marshall Chess, der in der Versandabteilung von Chess Records arbeitete, Mick Jagger kennen. Nach dem Verkauf von Chess Records im Jahr 1969 gründete Marshall Rolling Stone Records und war sieben Jahre lang dessen Präsident. Er half dabei, das berühmte Zungen- und Lippenlogo der Rolling Stones zu kreieren und war in den 1970er Jahren als ausführender Produzent an 7 Rolling Stone #1-Alben beteiligt.

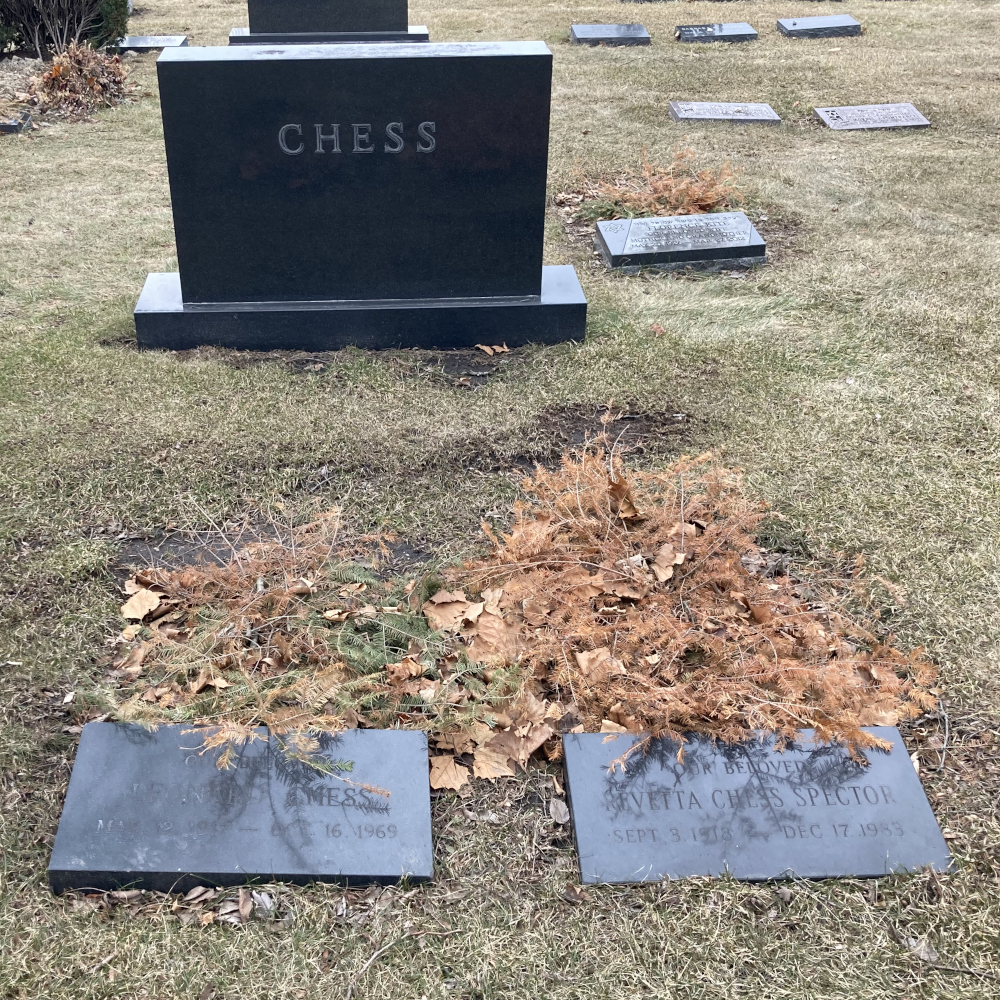
Grab von Leonard Chess auf dem Westlawn Cemetery, Norridge, Illinois.

Chess starb im Oktober 1969. 1987 wurde er in die Rock and Roll Hall of Fame (Nonperformers) aufgenommen.
Der Spielfilm Cadillac Records erzählt die Geschichte von Leonard Chess und seiner Plattenfirma Chess Records. Adrien Brody spielte Leonard Chess.